# Train Sim World 2
Train Sim World 2 (abgekürzt TSW2) ist eine Eisenbahnsimulation des britischen Entwicklerstudios Dovetail Games für PC, Xbox One, PlayStation 4 sowie PlayStation 5. Das Videospiel wurde am 9. Juni 2020 angekündigt und erschien am 20. August desselben Jahres. Es ist der Nachfolger der Eisenbahnsimulation Train Sim World.
Ziel in TSW2 ist es, in der Egoperspektive Züge zu rangieren, zu steuern und abzustellen. Dabei ist die Welt an reale Strecken angelehnt, sodass Objekte wie Bahnhöfe detailliert abgebildet und neben Eisenbahnsignalen in Verbindung mit Fahrstraßen weitere sicherheitsrelevante Elemente wie die Zugbeeinflussung und die Sicherheitsfahrschaltung vorhanden sind und simuliert werden.
Das vorher angebotene Spiel Train Simulator Classic mit inzwischen veralteter grafischer Darstellung wird weiterhin angeboten, erhält Stand 2022 auch neue Bahnstrecken (DLCs), aber keine weitere funktionale Weiterentwicklung und wohl auch keine Fehlerbehebungen.
Kritisiert werden vor allem die geringe Unterscheidung zu anderen Releases von DTG, über die Jahre wenig vorkommende Fehlerbehebungen als auch die gewinnorientierte Veröffentlichung weniger, dafür vergleichsweise teurer Erweiterungen.
In wirtschaftlicher Hinsicht sind die Strecken-Erweiterungen ausschlaggebend. Das Grundspiel wird günstig angeboten und enthält drei Bahnstrecken aus verschiedenen Ländern (Schnellfahrstrecke Aachen, die Bakerloo Line und die Sand Patch Grade-Route.). Im Fokus stehen die Länder Großbritannien, Deutschland und USA, für die die meisten Strecken angeboten werden.
Im August 2022 wurde angekündigt, Anfang September 2022 ein Nachfolgeprodukt (Train Sim World 3) anzubieten, das weitgehend abwärtskompatibel ist, d. h., bereits gekaufte Bahnstrecken können weiterverwendet werden. Für „alte“ DLCs stehen jedoch nicht alle neuen Features zur Verfügung.
Train Sim World 2 wurde auf Anfrage des Publishers aus den Stores entfernt, soll aber weiter spielbar bleiben.

## Standard-Inhalte
Das Basisspiel verfügt über die folgenden drei Strecken:

### Train Sim World 2: Sand Patch Grade
Train Sim World 2: Sand Patch Grade beinhaltet die 84 Kilometer lange Sand Patch Grade zwischen Cumberland, einer Kleinstadt im US-amerikanischen Bundesstaat Maryland und Rockwood, einer Kleinstadt im US-Bundesstaat Pennsylvania, mit den Zügen AC4400CW, GP38-2, SD40-2 der CSX Transportation.
In einem am 26. November 2020 veröffentlichten Add-on kommt noch die GE Dash 8-40CW hinzu.

### Train Sim World 2: Schnellfahrstrecke Köln – Aachen
Train Sim World 2: Schnellfahrstrecke Köln – Aachen beinhaltet den 70 Kilometer langen Abschnitt der Schnellfahrstrecke zwischen Köln und Aachen in Deutschland, mit den Zügen DB BR 406 ICE 3M, DB BR 442 „Talent 2“ bestehend aus der eigentlichen 2-spurigen Bahnstrecke Köln – Aachen sowie der 2- bzw. 1-spurigen S-Bahn Strecke Köln – Düren. Zwischen Köln-Ehrenfeld und Horrem (Kerpen) ist die Strecke für Schnellfahrten bis 250 km pro Stunde ausgelegt.
Die S-Bahn Gleise von Köln nach Düren können befahren werden, wenn das Add-on Rhein-Ruhr Osten: Wuppertal – Hagen installiert ist. Güterzüge können zwischen Köln und Aachen fahren, wenn das Add-on Main Spessart Bahn: Aschaffenburg – Gemünden installiert ist. Ohne die letzten beiden Add-on's fahren auch keine entsprechenden sonstigen Züge („KI Züge“). Die S-Bahn Strecke liegt brach, weiterer Verkehr zwischen Köln und Aachen beschränkt sich auf die mit gelieferten Regionalbahnen und den ICE. Insofern fallen für einen realistischen Bahnbetrieb weitere Kosten für die beiden genannten Add-on's an.
In einem am 14. Oktober 2021 veröffentlichten Add-on kommt noch die DB BR 187 hinzu.

### Train Sim World 2: London Underground Bakerloo Line
Train Sim World 2: London Underground Bakerloo Line beinhaltet die 23 Kilometer lange Bakerloo Line der London Underground in der Stadt London in England, mit dem Zug 1972 Tube Stock.
In einem am 14. Oktober 2021 veröffentlichten Add-on kommt noch der 1938 Tube Stock hinzu.

## Einzelveröffentlichungen

### Train Sim World 2: Isle of Wight: Ryde – Shanklin
Train Sim World 2: Isle of Wight: Ryde – Shanklin (veröffentlicht am 15. Oktober 2020) beinhaltet die 13,7 Kilometer lange historische Strecke Island Line der Network SouthEast auf der Insel Isle of Wight auf dem Abschnitt von Ryde nach Shanklin. Der Personenverkehr wird mit der BR Class 483 abgewickelt.

### Train Sim World 2: Hauptstrecke München – Augsburg
Train Sim World 2: Hauptstrecke München – Augsburg (veröffentlicht am 22. Oktober 2020) beinhaltet die 62 Kilometer lange Bahnstrecke München–Augsburg sowie die S3 zwischen München-Hackerbrücke und Mammendorf der S-Bahn München. Der Personenverkehr wird mit dem DB BR 403 ICE 3 und der DB BR 423 abgewickelt.

### Train Sim World 2: LGV Méditerranée: Marseille – Avignon
Train Sim World 2: LGV Méditerranée: Marseille – Avignon (veröffentlicht am 17. Dezember 2020) beinhaltet einen 105 Kilometer langen Teilabschnitt der LGV Méditerranée in Frankreich zwischen Marseille und Avignon der SNCF. Der Personenverkehr wird mit dem TGV Duplex 200 CM abgewickelt.

### Train Sim World 2: Southeastern High Speed: London St Pancras – Faversham
Train Sim World 2: Southeastern High Speed: London St Pancras – Faversham (veröffentlicht am 4. Februar 2021) ermöglicht die Simulation des Bahnverkehrs im Vereinigten Königreich zwischen den Bahnhöfen London St Pancras und Faversham gemäß Rollmaterial beschränkt auf Züge der Bahngesellschaft Southeastern.
Die insgesamt 82 Kilometer lange Strecke setzt sich aus Teilabschnitten von drei Bahnstrecken zusammen.
Auf dem Teilabschnitt zwischen den Bähnhöfen London St Pancras über Stratford International nach Ebbsfleet International wird die Hochgeschwindigkeitsstrecke (bis zu 225 km/h) High Speed 1 von London St Pancras zum Eurotunnel genutzt. Ab Ebbsfleet International wird auf ein Teilstück der North Kent Line von Gravesend nach Rochester übergeleitet. Ab Rochester wird die Chatham Main Line (London Victoria – Dover) auf dem Teilstück bis nach Faversham befahren. Die Strecke führt über die Hafenstadt Chatham, dem Sitz des Spieleherstellers Dovetail Games.
Im Bahnhof Ebbsfleet International ist der notwendige Systemwechsel von 25KV Wechselstrom mit Oberleitung auf seitliche Stromschiene mit 750 V Gleichstrom sowie des Zugsicherungssystems durchzuführen.
Der Personenverkehr wird mit der BR Class 395 Javelin und der BR Class 375/9 abgewickelt. Die Züge der Southeastern fahren nach Faversham sowie Dover (nicht Teil des Add-On's) bzw. pendeln zwischen London St Pancras und Ebbsfleet International.
In einem am 4. März 2021 veröffentlichten Add-on kommt noch die BR Class 465 hinzu.

### Train Sim World 2: Arosalinie: Chur – Arosa
Train Sim World 2: Arosalinie: Chur – Arosa (veröffentlicht am 25. März 2021) beinhaltet die 26 Kilometer lange Schmalspurbahn der Rhätischen Bahn in der Schweiz auf der Arosalinie zwischen Chur und Arosa. Der Personenverkehr wird mit der RhB Ge 4/4 II abgewickelt.
In einem am 16. Dezember 2021 veröffentlichten Add-on kommen 5 Jubiläumslackierungen für die RhB Ge 4/4 II sowie ein Aussichtswagen hinzu.

### Train Sim World 2: Clinchfield Railroad: Elkhorn – Dante
Train Sim World 2: Clinchfield Railroad: Elkhorn – Dante (veröffentlicht am 8. April 2021) beinhaltet die 103 Kilometer lange Route von Elkhorn City (Kentucky) nach Dante (Virginia) durch die Appalachen in den 1970er Jahren. Auf der Strecke sind die Lokomotiven F7 (A & B) und SD40 abgebildet. Außerdem enthält sie weitere 43 Kilometer Nebenstrecken. Die enthaltenen Nebenstrecken sind die 8 Kilometer Haysi Branch, 22,5 Kilometer Fremont Branch, 3,2 Kilometer McClure Spur und 9,6 Kilometer Nora Spur.

### Train Sim World 2: Hauptstrecke Hamburg – Lübeck
Train Sim World 2: Hauptstrecke Hamburg – Lübeck (veröffentlicht am 13. Mai 2021) beinhaltet die 62 Kilometer lange Hauptstrecke Hamburg – Lübeck von Hamburg nach Lübeck in Schleswig-Holstein. Der Personenverkehr wird mit der DB BR 112, der Güterverkehr mit der MRCE ES64U2 abgewickelt.

### Train Sim World 2: Glasgow Cathcart Circle: Glasgow – Newton & Neilston
Train Sim World 2: Glasgow Cathcart Circle (veröffentlicht am 10. Juni 2021) beinhaltet die 32 Kilometer lange Cathcart Circle Line rund um die Stadt Glasgow in Schottland der ScotRail. Der Personenverkehr wird mit der BR Class 314 abgewickelt.

### Train Sim World 2: Cane Creek: Thompson – Potash
Train Sim World 2: Cane Creek (veröffentlicht am 8. Juli 2021) beinhaltet die 65,7 Kilometer lange Union Pacific Cane Creek Subdivision zwischen Thompson und Potash in Utah der Union Pacific. Der Güterverkehr wird mit der AC4400CW und der SD40-2 abgewickelt.

### Train Sim World 2: Rush Hour
Train Sim World 2: Rush Hour bezeichnet eine Gruppe von Veröffentlichungen, die alle im Sommer/Herbst 2021 erschienen sind. Neben den Strecken sind auch massive Veränderungen am Passagiersystem des Spiels vorgenommen worden. Alle drei Strecken können einzeln oder in einem Paket „Rush Hour Season Ticket“ erworben werden und setzen den Train Sim World 2 voraus. Für Bestandskunden ist der Upgrade auf die Version 2022 kostenlos.

#### Train Sim World 2: Boston Sprinter
Train Sim World 2: Boston Sprinter (veröffentlicht am 19. August 2021) beinhaltet den 78 Kilometer lange Northeast Corridor von Boston nach Providence. Der Personenverkehr wird mit der ACS-64 von Amtrak und der F40PH-3C von MBTA abgewickelt.

#### Train Sim World 2: Nahverkehr Dresden
Train Sim World 2: Nahverkehr Dresden (veröffentlicht am 9. September 2021) beinhaltet die 55 Kilometer lange Bahnstrecke Riesa–Dresden zwischen Riesa und Dresden. Der Personenverkehr wird mit der DB BR 442, DB BR 143 und der DB BR 146.2 abgewickelt. Der Güter- und Rangierverkehr wird mit der MRCE BR 185.5 und der DB BR 363 abgewickelt.

#### Train Sim World 2: London Commuter
Train Sim World 2: London Commuter (veröffentlicht am 1. Oktober 2021) beinhaltet die 50 Meilen lange Bahnstrecke Brighton Main Line in Südengland zwischen den Bahnhöfen London Victoria und Brighton über den Flughafen Gatwick. Der Eisenbahnanschluss von Redhill und die Zweigstrecke North Downs Line nach Reigate sind enthalten. Der Personenverkehr wird mit der BR Class 377/4 der Bahnbetriebsgesellschaft Southern bzw. dem Gatwick Express BR Class 387/2 abgewickelt. Durch Kauf weiterer kostenpflichtiger Strecken entstehen weitere Fahrszenarios.

### Train Sim World 2: West Cornwall Local: Penzance – St Austell & St Ives
Train Sim World 2: West Cornwall Local: Penzance – St Austell & St Ives (veröffentlicht am 4. November 2021) beinhaltet die 44 Meilen lange Bahnstrecke, die den westlichsten Teil der Cornish Main Line von Penzance nach St Austell sowie die St Ives Bay Line umfasst. Die Strecke spielt in den frühen 90er Jahren, während der Ära der Sektorisierung von British Rail, und verfügt über die BR Class 150/2 Sprinter in Regional-Railways-Lackierung für den Personenverkehr und die BR Class 37/5, die Turbot- und Seacow-Waggons für den Güterverkehr zieht.

### Train Sim World 2: Sherman Hill
Train Sim World 2: Sherman Hill (veröffentlicht am 25. November 2021) beinhaltet die 58 Meilen lange Bahnstrecke zwischen Cheyenne und Laramie in Wyoming. Der Güterverkehr wird mit der SD70ACe und der SD40-2 der Union Pacific abgewickelt.

### Train Sim World 2: Tharandter Rampe: Dresden – Chemnitz
Train Sim World 2: Tharandter Rampe: Dresden – Chemnitz Route (veröffentlicht am 13. Januar 2022) beinhaltet einen 79 Kilometer langen Teilabschnitt der Strecke von Dresden Hbf bis Chemnitz Hbf, dargestellt im Jahre 2012. Der Personenverkehr wird mit der DB-Baureihe 612 sowie der DB-Baureihe 143 abgewickelt. Der Güterverkehr wird von der DB-Baureihe 185 mit Railpool-Lackierung sowie von der DB-Baureihe V60, mit jeweils einer unterschiedlichen Waggonanzahl, übernommen.

### Train Sim World 2: New Journeys Expansion Pack
Train Sim World 2: New Journeys Expansion Pack (veröffentlicht am 17. Februar 2022) ist eine Erweiterung für die Train Sim World 2 Basisstrecken (Sand Patch Grade, Schnellfahrstrecke Köln-Aachen und Bakerloo Line), mit 2 Lokomotiven, der SD40 und der DB BR 423, und einer speziellen Lackierung für den 1972 Mark 2 Stock.
Auf der Schnellfahrstrecke Köln-Aachen kann neben der DB BR 423 der S-Bahn Köln auch die DB BR 425 von der Hauptstrecke Rhein-Ruhr auf der Strecke von Köln Hauptbahnhof direkt nach Köln-Ehrenfeld eingesetzt werden.

### Train Sim World 2: Harlem Line
Train Sim World 2: Harlem Line (veröffentlicht am 17. März 2022) beinhaltet die 24 Meilen lange Strecke vom Grand Central Terminal in New York nach North White Plains, die von der Metro-North Railroad betrieben wird. Der Personenverkehr wird mit der M3A sowie mit der M7A abgewickelt.

### Train Sim World 2: S-Bahn Zentralschweiz: Luzern – Sursee
Train Sim World 2: S-Bahn Zentralschweiz: Luzern – Sursee (veröffentlicht am 24. März 2022) in der Schweiz beinhaltet die 26 Kilometer lange Luzerner S-Bahn-Linie zwischen Luzern und Sursee, die sowohl Nahverkehrszüge der Linie S1 als auch RE Expresszüge umfasst. Für beide Verkehrsarten wird die RABe 523 der SBB eingesetzt.

### Train Sim World 2: Horseshoe Curve
Train Sim World 2: Horseshoe Curve (veröffentlicht am 12. April 2022) beinhaltet die 40 Meilen lange Horseshoe Curve zwischen Altoona und Johnstown in Pennsylvania, die von Norfolk Southern betrieben wird. Der Güterverkehr wird mit der GE ES44AC und der EMD GP38-2 der Norfolk Southern abgewickelt.

### Train Sim World 2: Spirit of Steam: Liverpool – Crewe
Seit Anfang 2022 steht zum ersten Mal eine Strecke mit Dampfloks zur Verfügung:
Train Sim World 2: Spirit of Steam: Liverpool – Crewe (veröffentlicht am 31. Mai 2022) beinhaltet die 36 Meilen lange Strecke zwischen Liverpool und Crewe im Jahre 1958. Der Personen- und Güterverkehr wird mit den Dampflokomotiven der Jubilee Class und der Stanier Class 8F der London, Midland and Scottish Railway abgewickelt.

### Preserved Collection
Der vom Entwickler geprägte Begriff Preserved Collection (dt. erhaltene Sammlung) ist ein Sammelbegriff für alle Strecken, die für das Vorgängerspiel Train Sim World erschienen sind und in den Monaten nach der Veröffentlichung von Train Sim World 2 kompatibel mit diesem (ansonsten komplett eigenständigen) Spiel gemacht wurden. Wie bereits aus dem Train Simulator vom selben Entwickler üblich, erhielten alle Spieler, die diese Strecke für den Vorgänger besessen haben, die aktualisierte Version kostenlos.
Auf diese Weise konnten (fast) alle Strecken, die im Vorgänger existierten, von den Funktionen der neuen Version profitieren.
Die einzige Strecke, die nicht Teil der Preserved Collection wurde, ist Train Sim World: NEC New York. Dem Entwickler zufolge ist das dem Umstand geschuldet, dass die Strecke vergleichsweise früh und folglich nach weniger effizienten Methoden entwickelt wurde.

#### Train Sim World: Great Western Express
Train Sim World: Great Western Express (veröffentlicht am 14. September 2017) beinhaltet die Great Western Main Line in Großbritannien auf dem Abschnitt vom Bahnhof Paddington bis Reading. Der Personenverkehr wird mit der BR Class 43 (der weltweit schnellsten Diesellokomotive) und der BR Class 166; der Güterverkehr mit der BR Class 66 abgewickelt.
In einem am 11. März 2021 veröffentlichten Add-on kommen noch die BR Class 101 und BR Class 52 für den Personenverkehr, sowie die BR Class 08 für Rangieraufgaben hinzu.

#### Train Sim World: Rapid Transit
Train Sim World: Rapid Transit (veröffentlicht am 14. Dezember 2017) beinhaltet die Linie S2 im Jahr 2017, sowie die Linien S1, S6 und S8 im Jahr 2021 der S-Bahn Mitteldeutschland zwischen Dessau Hauptbahnhof und Markkleeberg-Gaschwitz, die u. a. durch den City-Tunnel Leipzig führt. Fahrbar ist der Elektrotriebwagen Talent 2.
In einem am 11. April 2019 veröffentlichten Add-on kommt noch die DB BR 182 hinzu.
Nach einem Update am 11. Mai 2021 ist der Fahrplan für 2021 hinzugefügt worden.

#### Train Sim World: West Somerset Railway
Train Sim World: West Somerset Railway (veröffentlicht am 24. Mai 2018) beinhaltet die historische Strecke West Somerset Railway in Großbritannien auf dem Abschnitt von Bishops Lydeard nach Minehead. Der Personen- und Güterverkehr wird mit der BR Class 47 (eine historische Diesellokomotive aus den 1960er Jahren); der Güterverkehr mit der BR Class 09 abgewickelt.
In einem am 27. November 2018 veröffentlichten Add-on kommt noch die BR Class 33 hinzu.
In einem am 2. Mai 2019 veröffentlichten Add-on kommt noch die BR Class 52 hinzu.

#### Train Sim World: Ruhr-Sieg Nord: Hagen – Finnentrop
Train Sim World: Ruhr-Sieg Nord: Hagen – Finnentrop (veröffentlicht am 16. August 2018) beinhaltet eine der ersten Bahnstrecken Deutschlands auf dem Abschnitt von Hagen nach Finnentrop. Der Personenverkehr wird mit der DB BR 143, der Güterverkehr mit einer DB BR 185.2 abgewickelt.
In einem am 25. April 2019 veröffentlichten Add-on kommt noch die DB BR 155 hinzu.
In einem am 5. November 2020 veröffentlichten Add-on kommt noch die DB BR 363 hinzu.

#### Train Sim World: Long Island Rail Road: New York – Hicksville
Train Sim World: Long Island Rail Road: New York – Hicksville (veröffentlicht am 20. November 2018) beinhaltet Amerikas meistbenutzte Pendler-Eisenbahn, die Long Island Rail Road auf dem Abschnitt von New York Penn Station nach Hicksville. Fahrbar ist der LIRR M7 Electric-Multiple-Unit (EMU).
In einem am 14. Mai 2020 veröffentlichten Add-on kommt noch die LIRR M3 Electric-Multiple-Unit (EMU) hinzu.

#### Train Sim World: Northern Trans-Pennine: Manchester – Leeds
Train Sim World: Northern Trans-Pennine: Manchester – Leeds (veröffentlicht am 13. Dezember 2018) beinhaltet die Northern Trans-Pennine in Großbritannien auf dem Abschnitt von Manchester bis Leeds. Der Personenverkehr wird mit der BR Class 45/1, der BR Class 47/1 und der BR Class 101 abgewickelt.
In einem am 6. Juni 2019 veröffentlichten Add-on kommt noch die BR Class 40 für den Güterverkehr, sowie die BR Class 09 für Rangieraufgaben hinzu.

#### Train Sim World: Main Spessart Bahn: Aschaffenburg – Gemünden
Train Sim World: Main Spessart Bahn: Aschaffenburg – Gemünden (veröffentlicht am 21. Februar 2019) beinhaltet die Main-Spessart-Bahn über die alte Spessartrampe von Aschaffenburg nach Gemünden.  Der Personenverkehr wird mit der DB BR 143 und der DB BR 146.2 abgewickelt, sowie erneut mit einer DB BR 185.2 für den Güterverkehr.
Zusätzlich ist der nicht elektrifizierte Bahnanschluss von Aschaffenburg HbF zum Hafen Aschaffenburg enthalten samt zwei Haltepunkten der Bahnstrecke Aschaffenburg–Miltenberg. Der Abschnitt kann nur über den Szenario-Editor befahren werden, ggf. auch mit E-LOK, da das Add-on per Auslieferung keine Diesellok sowie daher auch kein Szenario für die Strecke beinhaltet. Ebenso ist ein kurzer Abschnitt der ehemaligen Bahnstrecke Lohr–Wertheim von Lohr nach Lohr Stadt enthalten, der heute als Güterbahnanschluss genutzt wird.
In einem am 20. April 2020 veröffentlichten Add-on kommt noch die DB BR 204 hinzu. Die Diesellok ermöglicht das Befahren der beiden genannten Zusatzstrecken.

#### Train Sim World: Tees Valley Line: Darlington – Saltburn-by-the-Sea
Train Sim World: Tees Valley Line: Darlington – Saltburn-by-the-Sea (veröffentlicht am 23. Mai 2019) beinhaltet die Tees Valley Line in Großbritannien auf dem Abschnitt von Darlington bis Saltburn-by-the-Sea. Der Personenverkehr wird mit dem Dieseltriebwagen BR Class 101, der Güterverkehr mit der BR Class 37/5, sowie mit der Dieselrangierlokomotive BR Class 08 abgewickelt.
In einem am 14. November 2019 veröffentlichten Add-on kommt noch die BR Class 31 hinzu.
In einem am 18. Juni 2020 veröffentlichten Add-on kommt noch die BR Class 20 hinzu.

#### Train Sim World: Peninsula Corridor: San Francisco – San Jose
Train Sim World: Peninsula Corridor: San Francisco – San Jose (veröffentlicht am 15. August 2019) beinhaltet den Peninsula Corridor in Kalifornien auf dem Abschnitt von San Francisco bis San José. Fahrbar sind die EMD F40PH-Diesellokomotive in Caltrain-Lackierung mit Galerie-Wagen und Steuerwagen, sowie die EMD GP38-2 in Union Pacific-Lackierung für den Güterverkehr.
In einem am 13. Februar 2020 veröffentlichten Add-on kommt noch die MP36PH-3C ‘Baby Bullet’ von Caltrain hinzu.
In einem am 19. März 2020 veröffentlichten Add-on kommt noch die EMD MP15DC von Caltrain hinzu.

#### Train Sim World: Rhein-Ruhr Osten: Wuppertal – Hagen
Train Sim World: Rhein-Ruhr Osten: Wuppertal – Hagen (veröffentlicht am 10. Oktober 2019) beinhaltet die Rhein-Ruhr Linie in Deutschland auf dem Abschnitt von Wuppertal bis Hagen, inkl. einer abzweigenden Linie S8 der S-Bahn Rhein-Ruhr zwischen Schwelm und Wehringhausen. Fahrbar sind der Elektrotriebwagen DB BR 422, sowie die DB BR 185.5 in der schwarzen MRCE Dispolok Lackierung für den Güterverkehr.
In einem am 2. Dezember 2021 veröffentlichten Add-on kommt noch die Vossloh G 6 hinzu.

#### Train Sim World: East Coastway: Brighton – Eastbourne & Seaford
Train Sim World: East Coastway: Brighton – Eastbourne & Seaford (veröffentlicht am 12. Dezember 2019) beinhaltet die East Coastway Line in Großbritannien auf dem Abschnitt von Brighton bis Eastbourne, inkl. der Zweiglinie von Lewes nach Seaford. Der Personenverkehr wird mit dem Elektrotriebwagen BR Class 377/4, der Güterverkehr mit der BR Class 66 mit EWS-Anstrich abgewickelt.
In einem am 28. Oktober 2021 veröffentlichten Add-on kommt noch die BR Class 313 hinzu.

#### Train Sim World: Canadian National Oakville Subdivision: Hamilton – Oakville
Train Sim World: Canadian National Oakville Subdivision: Hamilton – Oakville (veröffentlicht am 20. Februar 2020) beinhaltet die Route in Kanada auf dem Abschnitt von Hamilton bis Oakville. Der Güterverkehr wird mit der EMD GP9, sowie der EMD GP38-2 in Canadian National-Lackierung abgewickelt.

#### Train Sim World: Hauptstrecke Rhein-Ruhr: Duisburg – Bochum
Train Sim World: Hauptstrecke Rhein-Ruhr: Duisburg – Bochum (veröffentlicht am 24. März 2020) beinhaltet die Regionalbahn und auch die S1 der S-Bahn Rhein-Ruhr in Deutschland auf dem Abschnitt der Strecke Dortmund–Duisburg von Duisburg bis Bochum. Fahrbar sind der Elektrotriebwagen DB BR 425, sowie die DB BR 422.
In einem am 22. April 2021 veröffentlichten Add-on kommt noch die DB BR 101 mit IC-Wagen hinzu.

## Neuerungen gegenüber dem Vorgänger
Train Sim World 2 beinhaltet einige neue Features, darunter einen eigenen Livery Editor und den lange von der Community gewünschten Szenarioplaner. Mit Hilfe des inkludierten Livery Editors ist es den Spielern möglich, ihre Züge und Waggons äußerlich individuell zu gestalten. Der mitgelieferte Szenarioplaner ermöglicht das Erstellen und Bearbeiten eigener Fahrpläne und KI-Züge. Außerdem ermöglicht er mit dem sog. Off-The-Rails-Modus mit allen Zügen auf allen Strecken zu fahren, zum Beispiel kann man mit einer amerikanischen Lok auf einer deutschen Strecke fahren. Verglichen mit dem Vorgänger bewirbt Dovetail Games das Spiel darüber hinaus mit einer besseren Grafik sowie einem intensiveren Gameplay. Das realistischere Gameplay soll dabei auf eine neue Adhäsionsphysik zurückzuführen sein. Train Sim World 2 beinhaltet ab Werk zudem folgende neue Züge mit den jeweils dazugehörigen Strecken: Die CSX AC4400CW, GP38-2 und SD40-2, den DB BR 406 ICE 3, DB BR 442 ‘Talent 2’ sowie den 1972 Mark 2 Stock.
Bislang ist es nicht möglich – anders als beim Vorgängerprodukt Train Simulator Classic –, eigene Bahnstrecken zu erstellen, da die entsprechenden Tools nicht allgemein verfügbar sind.
Ob und ggf. wie und wann ein Upgrade auf die inzwischen verfügbare Unreal Engine 5 (Grafik-Engine) erfolgt, ist aktuell unklar.

## Add-on-Übertragung
Das Spiel wird mit einer Funktion namens Preserved Collection ausgeliefert. Diese ermöglicht im begrenzten Maße die Übertragung von Train Sim World 2020 DLCs auf Train Sim World 2. Es ist möglich, übertragene Lokomotiven auf Strecken von Train Sim World 2 einzusetzen. Eine Abwärtskompatibilität ist hingegen nicht vorgesehen. Routen und Loks des Vorgängers Train Sim World 2020 können in Train Sim World 2 gespielt werden und werden im Laufe der Zeit mit den neuen Bearbeitungswerkzeugen kompatibel sein. Da ursprünglich keine Kompatibilität vorgesehen war, wurde die Veröffentlichung des Spiels um einige Tage nach hinten verschoben.

## Kritik
Kritisiert wird die DLC-Politik des Unternehmens Dovetail Games, das zusammen mit Partnerfirmen kostenpflichtige Erweiterungen für Train Sim World 2 zur Verfügung stellt. Das Preis-Leistungs-Verhältnis sei angesichts von Umfang, Qualität und enthaltener Fehler der Erweiterungen schlecht. Beim Wechsel vom Vorgängerprodukt Train Simulator auf Train Sim World 2 wird kein Nachlass gewährt. Sämtliche Inhalte müssen neu erworben werden.

## Systemanforderungen
Minimale Anforderungen
- Betriebssystem: 64-bit Windows 7 Service Pack 1, Windows 8 / 8.1 oder Windows 10
- Prozessor: Intel Core i5-4690 @ 3,5 GHz oder AMD Ryzen 5 1500X @ 3,7 GHz
- Arbeitsspeicher: 8 GB RAM
- Grafik: NVIDIA GeForce GTX 750 Ti oder AMD Radeon R9 270 mit 2 GB VRAM oder mehr
- DirectX: Version 10
- Netzwerk: Breitband-Internetverbindung
- Speicherplatz: 20 GB verfügbarer Speicherplatz
- Soundkarte: DirectX-kompatibel

Empfohlene Anforderungen
- Betriebssystem: 64-bit Windows 7 Service Pack 1, Windows 8 / 8.1 oder Windows 10
- Prozessor: Intel Core i7-4790 @ 3,6 GHz oder AMD Ryzen 7 1700 @ 3,8 GHz
- Arbeitsspeicher: 8 GB RAM
- Grafik: NVIDIA GeForce GTX 970 oder AMD Radeon RX 480 mit 4 GB VRAM oder mehr
- DirectX: Version 10
- Netzwerk: Breitband-Internetverbindung
- Speicherplatz: 20 GB verfügbarer Speicherplatz
- Soundkarte: DirectX-kompatibel